# (9094) Butsuen
(9094) Butsuen (1995 WH) – planetoida z grupy pasa głównego asteroid okrążająca Słońce w ciągu 4,85 lat w średniej odległości 2,87 au. Odkryta 16 listopada 1995 roku.